# Vammasjön
Vammasjön este o arie protejată (arie specială de conservare — SAC, sit de importanță comunitară — SCI) din Suedia întinsă pe o suprafață de 91,2 ha, integral pe uscat.

## Localizare
Centrul sitului Vammasjön este situat la coordonatele 64°12′14″N 17°58′05″E / 64.2038°N 17.9681°E.

## Înființare
Situl Vammasjön a fost declarat sit de importanță comunitară în decembrie 1995 pentru a proteja 1 specie de animale. Situl a fost protejat și ca arie specială de conservare în martie 2011.

## Biodiversitate
Situată în ecoregiunea boreală, aria protejată conține 3 habitate naturale: Mlaștini turboase de tranziție și turbării mișcătoare, Taiga vestică, Mlaștini împădurite.
La baza desemnării sitului se află o specie protejată de  nevertebrate: Dytiscus latissimus.